# S. S. Van Dine
S. S. Van Dine, pseudónimo de Willard Huntington Wright (Charlottesville, 15 de Outubro de 1888 — Nova Iorque, 11 de Abril de 1939), foi um crítico e escritor americano.
Foi ele que criou o detetive Philo Vance, personagem fictícia que se tornou conhecida, inicialmente em livros nos anos 20 e mais tarde no cinema e rádio.

## Obras
- The Benson Murder Case (1926)
- The Canary Murder Case (1927)
- The Greene Murder Case (1928)
- Os Crimes do Bispo - no original The Bishop Murder Case (1928)
- The Scarab Murder Case (1929)
- The Kennel Murder Case (1933)
- The Dragon Murder Case (1934)
- The Casino Murder Case (1934)
- The Garden Murder Case (1935)
- The Kidnap Murder Case (1936)
- The Gracie Allen Murder Case (1938)
- The Winter Murder Case (1939)